# Łuk Augusta w Susie
Łuk Augusta w Susie – rzymski łuk triumfalny znajdujący się we włoskiej Susie.
Wysoki na 14 metrów łuk, górujący nad górską drogą łączącą starożytne Segusium z Galią, został wzniesiony na pamiątkę ujarzmienia przez cesarza Oktawiana Augusta w 9/8 p.n.e. plemion zamieszkujących Alpy Kotyjskie. Jednoprzęsłowa konstrukcja ozdobiona jest płaskorzeźbionym fryzem ze scenami z uroczystości zawarcia porozumienia pokojowego pomiędzy Rzymianami a alpejskim wodzem Markiem Juliuszem Cottiusem. Na wieńczącej łuk attyce umieszczona została inskrypcja pamiątkowa.